# 철판 아이스크림
철판 아이스크림(鐵板 ice cream, 태국어: ไอติมผัด 아이띰 팟[*])은 태국의 아이스크림이다.

## 이름
태국어 "아이띰 팟(ไอติมผัด)" 또는 "아이사끄림 팟(ไอศกรีมผัด)"은 "볶은 아이스크림"이라는 뜻이다. "아이띰 팟(ไอติม)" 또는 "아이사끄림 팟(ไอศกรีม)" 모두 영어 "아이스 크림(ice cream)"에서 빌려온 말이며, "팟(ผัด)"은  "볶다"라는 뜻이다.

## 사진

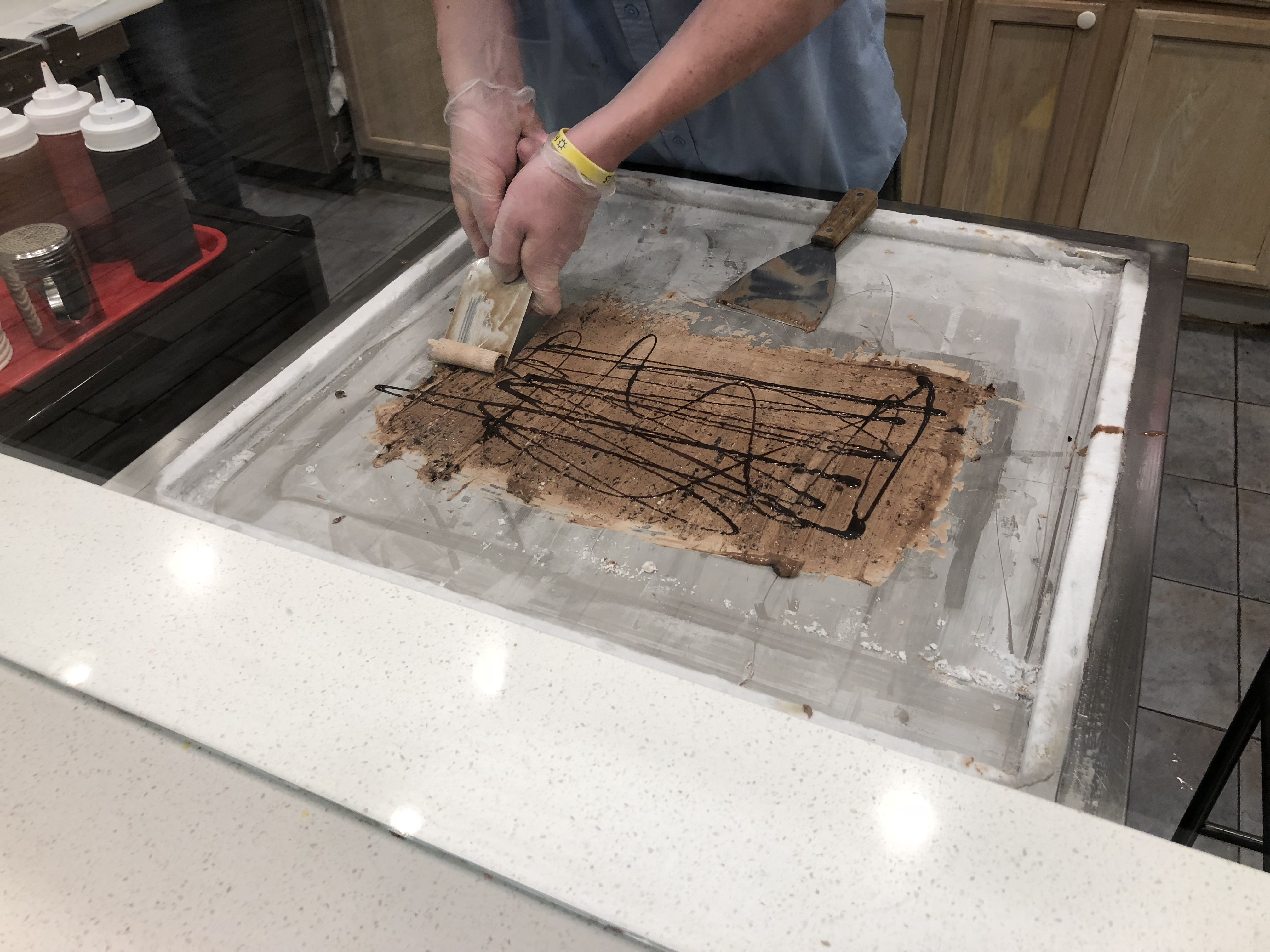
철판 아이스크림을 만드는 모습